# 加拿大原住民法律
加拿大原住民法律（英語：Canadian Aboriginal law）是加拿大法律體系的一部分，涉及與加拿大原住民有關的各種問題。  在加拿大語境中，原住民法律（Aboriginal Law）與原住民固有法律（Indigenous Law）為不同概念：原住民固有法律是指原住民族及群體固有的法律傳統、慣例及實踐； 加拿大原住民法律則是加拿大官方制定的關於憲法承認的原住民土地及傳統習俗權利的法律。原住民（Aboriginal）是加拿大憲法中使用的一個術語，包括第一民族、因紐特人及梅蒂人。 加拿大原住民法律執行和解釋加拿大官方與原住民之間的特定條約，並管理他們之間的大部分交往。原住民法律的一個主要領域涉及官方對於原住民的諮詢與通融的責任（duty to consult and accommodate）。

## 法律淵源
原住民法律基於各種成文的和不成文的法律淵源。《1763年英皇文告》是為加拿大（1763年稱為「魁北克」）的原住民設立特殊土地權利的基礎文件。
《1867年憲法法令》第91(24)條賦予聯邦議會獨家權力，就「印第安人及為印第安人保留的土地」相關事宜訂立法律。依據這項權力，該立法機構頒布了《印第安法令》、《第一民族土地管理法令》、《印第安石油及天然氣法令》、《官方與原住民關係及北方事務部法令》，以及《原住民服務部法令》。
《1982年憲法法令》第二部分承認官方與原住民的條約及原住民土地權利，其中第35條尤為重要。第35條對原住民權利的承認是指慣例中原住民權利的古老淵源。

## 延伸閱讀
- Asch, Michael. . University of British Columbia Press. 1998  [2022-01-11]. ISBN 0-7748-0581-1. （原始内容存档于2022-01-13）.
- Bell, Catherine; Robert K. Paterson. . UBC Press. 2009  [2022-01-11]. ISBN 978-0-7748-1463-8. （原始内容存档于2022-04-14）.
- Bell, Catherine; Val Napoleon. . UBC Press. 2008  [2022-01-11]. ISBN 978-0-7748-1461-4. （原始内容存档于2022-04-14）.
- Borrows, John. . University of Toronto Press. 2002  [2022-01-11]. ISBN 0-8020-3679-1. （原始内容存档于2022-03-21）.
- Dupuis, Renée. . James Lorimer and Company. 2002  [2022-01-11]. ISBN 1-55028-775-3. （原始内容存档于2022-04-30）.
- Gibson, Gordon. . Vancouver: Fraser Institute. 2009  [2022-01-11]. ISBN 978-0-88975-243-6. （原始内容存档于2022-04-13）.
- Woodward Q.C., Jack. . Carswell. 1989–2016  [2022-01-11]. ISBN 0-459-33271-6. （原始内容存档于2017-07-09）.

## 外部連結
- 加拿大原住民法律簡介 （页面存档备份，存于）（Bill Henderson Barrister & Solicitor）
- 加拿大原住民法律指南 （页面存档备份，存于）（Jack Woodward，QC，御用大律师及作家）
- 加拿大原住民法律中心 （页面存档备份，存于）（沙斯卡寸旺大學）